# Campbellenchus poae
Campbellenchus poae är en rundmaskart som beskrevs av Wim M. Wouts 1977. Campbellenchus poae ingår i släktet Campbellenchus och familjen Tylenchidae. Inga underarter finns listade i Catalogue of Life.